# سعيد أماني
سعيد أماني (بالفارسية: سعید امانی) هو شخصية أعمال وسياسي إيراني، ولد في 1915 في طهران في إيران، وتوفي في 19 فبراير 2002. نشط حزبياً في الحزب الجمهوري الإسلامي.